# Isaurinha Garcia

Isaurinha Garcia (1960), Archivo Nacional.

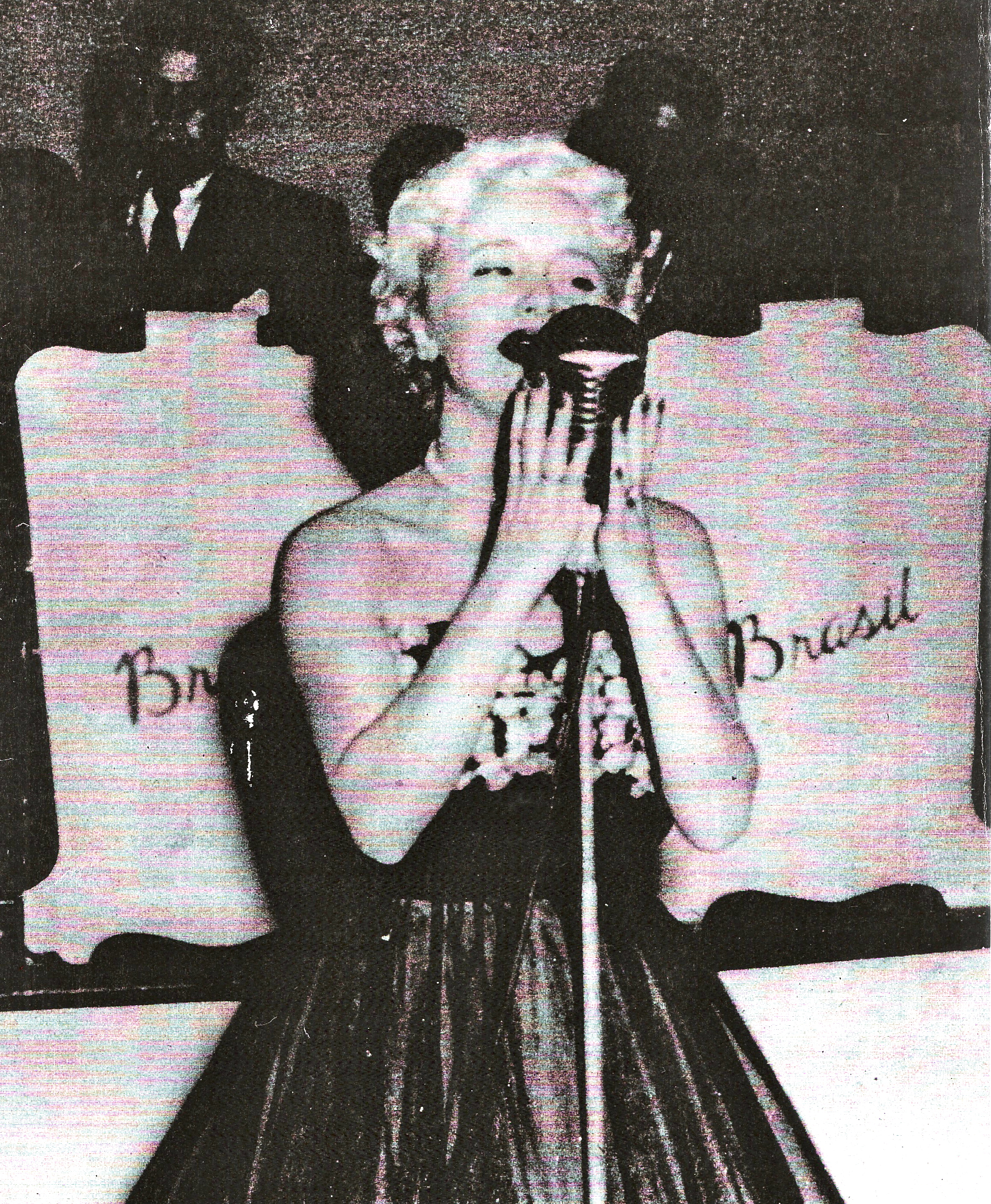
Isaurinha Garcia cantando.

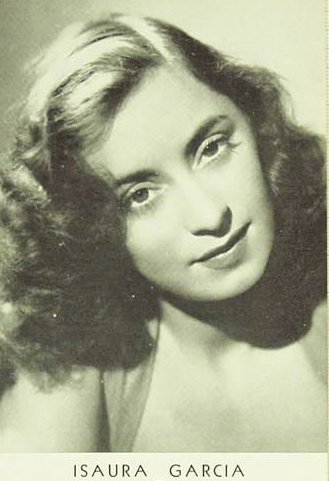
Isaurinha Garcia.

Isaura Garcia, más conocida como Isaurinha Garcia (São Paulo, 26 de febrero de 1923 - São Paulo, 30 de agosto de 1993) fue una de las mejores cantantes de la MPB. Con más de cincuenta años de carrera, fue considerada la Édith Piaf brasileña. Grabó más de treinta canciones. Entre sus mayores éxitos está Mensagem.
Estuvo casada con Walter Wanderley, un exitoso organista, que renovó la bossa nova con su talento y hasta el día de hoy es bien ejecutado en más de cien países.
Es hija de Manuel García, portugués, y Amelia Pancetti, italo-brasileño, y también es sobrina del célebre pintor paulista Giuseppe Pancetti, antes de la fama, acostumbraba cantar en el patio trasero, mientras ayudaba a su madre a lavar la ropa, y en el bar de su padre, entre las mesas. Su primer programa de talentos, incluso sin ningún tipo de preparación técnica, se presentó en Rádio Cultura cuando cantó una canción de Aurora Miranda. Su carrera comenzó en 1938, después de participar en un concurso en el programa Qua-qua-qua-quarenta de Rádio Record, dirigido por Otávio Gabus Mendes, donde ganó el primer lugar cantando la canción Camisa Listrada de Assis Valente y fue contratada por la emisora paulista. Este inicio de carrera, estaba inspirada por Carmen Miranda y Aracy de Almeida, vivía en Rua da Alegria no Brás, barrio donde nació. Aún sin muchos recursos, iba en tranvía o a pie a la emisora cada domingo para presentar. Isaurinha fue la artista más vendedora de la disquera RCA/Columbia.
Isaurinha fue homenajeada con varias obras teatrales entre ellas, Isaurinha - samba, jazz & bossa nova, interpretada por Rosamaria Murtinho al que asistieron más de 300 000 personas desde el 2003.
En el año 2013, Sony Music Brasil lanzó una caja conmemorativa titulada "Isaurinha Garcia 90 años" y en el mismo año el gobierno del estado de São Paulo junto con la Secretaria de Estado de Cultura y el MIS- SP lanzaron el libro "Quando o carteiro chegou... Mensagem a Isaurinha Garcia".

## Grandes éxitos
En orden cronológico
- 1941 - A Baratinha
- 1941 - Aproveita Beleléu
- 1941 - O Telefone Está Chamando
- 1942 - Aperto de Mão
- 1942 - Teleco-Teco (con Benedito Lacerda)
- 1943 - Batendo na Minha Porta
- 1943 - Duas Mulheres e um Homem
- 1943 - O que Há com Você
- 1944 - Linda Flor (Ai, Ioiô)
- 1944 - Não era Adeus
- 1944 - Adivinhe Coração
- 1945 - Barulho no Morro
- 1946 - De Conversa em Conversa (con Os Namorados da Lua)
- 1946 - Mensagem
- 1946 - Amor Impossível
- 1946 - Edredon Vermelho
- 1946 - Nêgo
- 1947 - Teu Retrato (con Nelson Gonçalves)
- 1947 - Prêmio de Consolação
- 1949 - Seresteiro
- 1950 - Pé de Manacá (con Hervé Cordovil)
- 1950 - Eu Não Sou Louco
- 1951 - Aladim
- 1952 - Nunca
- 1956 - Contra-senso
- 1956 - Mocinho Bonito
- 1957 - Contando Estrelas
- 1957 - Deixa Pra Lá
- 1957 - Se Deus Me Desse
- 1958 - Cansei de Ilusões
- 1958 - Foi a Noite
- 1959 - De Conversa em Conversa
- 1959 - E Daí?
- 1959 - Meditação
- 1961 - Água de Beber
- 1963 - Tem Bobo Pra Tudo
- 1963 - Sambas da madrugada
- 1963 - A Pedida é samba
- 1963 - Atualíssima
- 1963 - Tem bobo pra tudo/Enxugue as lágrimas
- 1963 - Dan cha cha cha/Samba do crioulo
- 1969 - Ary Barroso e Billy Blanco
- 1969 - Martinho da Vila e Dolores Duran
- 1970 - Chico Buarque de Holanda e Noel Rosa
- 1970 - Papo furado (con Noite ilustrada)
- 1973 - Isaura Garcia
- 1976 - Nua e crua (en vivo en Río de Janeiro (2 en 1))
- 1978 - Eu (con Arlequim)
- 1981 - Série Fino da Bossa (Vol. 4)
- 1987 - Documento Inédito
- 1993 - Mensagem (con Nelson Gonçalves)
- 1995 - Mestres da MPB (Vols. 1 y 2)
- 1998 - Acervo BMG
- 2000 - Volta à gafieira
- 2000 - Bis cantores do Rádio
- 2013 - Isaurinha Garcia 90 anos (caja conmemorativa 3 CDs)